# Marino (groupe)
Marino est un groupe de heavy metal japonais.

## Biographie
Le groupe est formé en 1979 à Osaka par des membres originaires d'autres groupes comme Earthshaker et 44MAGNUM. Marino est nommé en hommage au guitariste Frank Marino. Le groupe sort au milieu des années 1980 trois albums studio, un album collectif avec d'autres groupes (Battle of Metal), un single, un mini-album live et une vidéo live, avant de se séparer. 
Après la sortie de deux compilations de ses titres, il se reforme dans les années 2000, sortant un nouvel album et rééditant les précédents.

## Membres

### Membres actuels
- Takashi « Leo » Yoshida - chant
- Raven Ohtani - guitare (du groupe Sniper)
- Kuniji « Motoya » Yoshinaga - guitare (du groupe Sniper)
- Manabu Kamada - basse
- Jun Itakura - batterie (des groupes Cloud Forest, Sniper, Terra Rosa)

### Ancien membre
- Makoto Itakura - batterie

## Discographie

### Albums studio
Album live
Compilations
Participations

### Autres
Single
Vidéo